# Amt Breitenburg
Das Amt Breitenburg ist ein Amt im Kreis Steinburg in Schleswig-Holstein. Das Amt liegt östlich von Itzehoe, der Verwaltungssitz befindet sich in Breitenburg.

## Amtsangehörige Gemeinden
| 1. Auufer 2. Breitenberg 3. Breitenburg 4. Kollmoor | 1. Kronsmoor 2. Lägerdorf 3. Moordiek 4. Münsterdorf | 1. Oelixdorf 2. Westermoor 3. Wittenbergen |

## Geschichte

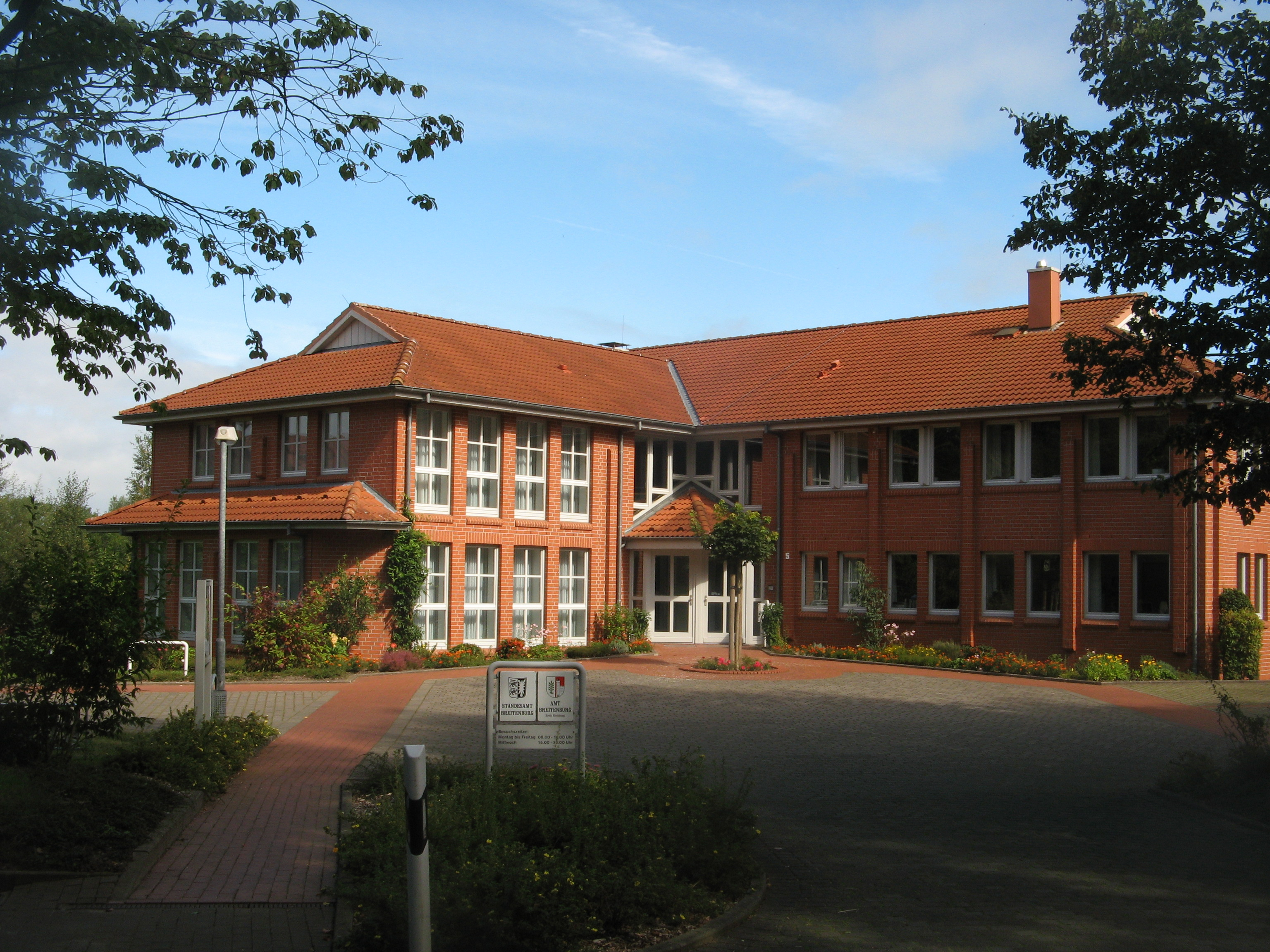
Amtsverwaltung in Breitenburg

Das Amt wurde zum 1. April 1948 aus den neun Gemeinden Breitenberg, Breitenburg, Kollmoor, Kronsmoor, Moordiek, Moordorf, Münsterdorf, Oelixdorf und Westermoor gebildet. Die bis dahin hauptamtlich verwaltete Gemeinde Lägerdorf hat zum 1. April 2003 ihre Amtsfreiheit aufgegeben und ist dem Amt beigetreten. Zum 1. Januar 2008 traten die vorher zum Amt Kellinghusen-Land gehörenden Gemeinden Auufer und Wittenbergen dem Amt bei. Die Gemeinde Moordorf gab zum 1. März 2008 ihre Selbständigkeit auf und wurde in die Gemeinde Westermoor eingegliedert.

## Wappen
Blasonierung: „Gespalten von Silber und Rot. Vorn ein neunfach bewurzeltes grünes Eichbäumchen mit neun Blättern, hinten aus dem Schildrand hervorkommend eine halbe silberne Burg mit spitzbedachtem Zinnenturm und insgesamt neun Fenstern.“
Das Figurenprogramm im Wappen des Amtes Breitenburg verbindet historische Motive mit solchen naturräumlicher Gegebenheiten. Das Eichenblatt deutet an, dass die Eiche den für die Region typischen Laubbaum darstellt. Die Burg in der linken Schildhälfte bezieht sich einerseits auf das Bauwerk, das dem Amt seinen Namen gegeben hat; andererseits legt sie Zeugnis von der Bedeutung der adligen Eigentümerfamilie Rantzau ab, insbesondere ihrer bekanntesten Vertreter Johann und Heinrich, welche die Breitenburg im 16. Jahrhundert bauen und zum stattlichsten Adelssitz des Landes erweitern ließen. Die Schildtingierung erfolgt in den Farben des Rantzauschen Familienwappens, Rot und Silber. Auf die ursprünglich neun Amtsgemeinden, wird durch die neunfache Zitierung der Figurendetails hingewiesen (neun Blätter, neun Wurzeln, neun Fenster).